# Vovinam Việt Võ Đạo
El Vovinam Việt Võ Đạo, es un arte marcial vietnamita que actualmente se practica en los cinco continentes, estando presente en más de cuarenta países. Es el estilo marcial vietnamita más expandido del Mundo.

## Historia
El maestro Nguyễn Lộc nació el 8 de abril de 1912, en Huu Bang-Thach That, provincia de Son Tây, en el norte de Vietnam. Desde joven se dedicó al estudio del arte marcial y la filosofía vietnamita. 
Aconsejado por su maestro, viajó por todo el país para recopilar los conocimientos de todos los maestros y escritos marciales, descubriendo multitud de documentos ignorados.
En 1938, después de largo tiempo de estudio y entrenamiento, el maestro Nguyen Loc, inició la codificación y estructuración de las técnicas del Vovinam (abreviación de Vo Viet Nam, arte marcial vietnamita).
Con sus discípulos creó el movimiento del Vovinam, ofreciendo al pueblo vietnamita, el acceso a las técnicas y a los fundamentos filosóficos ancestrales.
En 1939, el maestro presentó oficialmente el Vovinam, con una demostración en el gran teatro de Ha Noï. Desde ese día, el Vovinam, se extendió por todo el país, como un gran movimiento de educación marcial.
El 4 de abril de 1960 fallece el maestro Nguyen Loc en la ciudad de Saigón.
A imagen del ideal del Vovinam Viet Vo Dao, la vida del maestro Nguyen Loc fue sencilla, útil y rica en significados. Su grandeza reside en esta sencillez y en la nobleza del espíritu del Vovinam, que supo transmitir a todos los practicantes.
Maestro Le Sang
En febrero el año 1964, se creó el Consejo de los Maestros. Fue elegido como Patriarca. El maestro Tran Huy Phong fue nombrado Director Técnico; estableciendo un plan de desarrollo aprobado por los miembros de la asamblea general. Le Sang falleció el 27 de septiembre de 2010 con 90 años.
Le Sang y el consejo de los Maestros decidieron modificar el nombre, poniendo más énfasis en el sentido del Dao “el camino”, añadiendo a la palabra Vovinam:
- Việt: pueblo de Viet Nam.
- Võ: arte marcial.
- Đạo: el camino.

Por lo que, Viet Vo Dao: el camino del arte marcial vietnamita.
Dos años después el Vovinam Viet Vo Dao fue integrado en el programa de educación nacional.
En el año 1966, el maestro Tran Huy Phong, creó el centro Hoa Lu en Saigón. En este gran centro se formaron grandes maestros, los cuales son dirigentes del actual movimiento del Vovinam Viet Vo Dao Mundial.
Maestro Tran Huy Pong
Desde los años 1986 a 1990 el maestro Tran Huy Pong desempeñó la suprema responsabilidad del movimiento del Vovinam Viet Vo Dao, como Patriarca. En el año 1990, renunció a este papel de Patriarca para dedicarse a la investigación técnica y espiritual.
El 13 de diciembre de 1997 falleció el maestro Tran Huy Pong en Saigón. Rodeado por todos sus alumnos, dejando al maestro Tran Nguyen Dao su testamento así como todas sus obras escritas y antiguos libros.
El Vovinam se expandió primero hacia Francia, la metrópoli que colonizó Vietnam en el siglo XIX. En el país galo hay un nutrido grupo de escuelas. Posteriormente la expansión llegó a Estados Unidos con los maestros que tuvieron que huir de la unificación comunista de 1975. De estos dos focos se han repartido por todos los continentes.

## Sistema de graduación
En la época del maestro fundador, el sistema de grados era muy simple. Solo se distinguían tres niveles: So cap (nivel inferior), Trug cap (nivel medio), Cao cap (nivel superior).
La Federación Mundial de Vovinam Vietvodao (WVVF) con sede en Vietnam es el Organismo encargado de regular la práctica del Vovinam, si bien para las cuestiones técnicas existe un Consejo de Maestros presidido por el Gran Maestro Nguyen Van Chieu. Este Consejo fue nombrado tras el fallecimiento del Maestro Patriarca Le Sang, quien a su vez era el sucesor del Maestro Fundador Nguyen Loc. 
| Color                 | Cinturón | Descripción                |
| --------------------- | -------- | -------------------------- |
| Azul Claro            |          | Debutante                  |
| Azul Marino           |          | Practicante                |
| Azul Marino 1°        |          | Practicante Confirmado I   |
| Azul Marino 2º        |          | Practicante Confirmado II  |
| Azul Marino 3º        |          | Practicante Confirmado III |
| Amarillo              |          | Profesor                   |
| Amarillo 1°           |          | Profesor I                 |
| Amarillo 2°           |          | Profesor II                |
| Amarillo 3°           |          | Profesor III               |
| Rojo (borde amarillo) |          | Maestro                    |
| Rojo 1°               |          | Maestro I                  |
| Rojo 2°               |          | Maestro II                 |
| Rojo 3°               |          | Maestro III                |
| Rojo 4°               |          | Maestro IV                 |
| Rojo 5°               |          | Maestro V                  |
| Rojo 6°               |          | Maestro VI                 |
| Blanco                |          | Gran Maestro               |